# Bahama's op de Olympische Zomerspelen 1992
De Bahama's namen deel aan de Olympische Zomerspelen 1992 in Barcelona, Spanje. 

## Medailles
| Sport    | Olympiër         | Onderdeel              | Medaille |
| -------- | ---------------- | ---------------------- | -------- |
| Atletiek | Frank Rutherford | Hink-stap-springen (m) | Brons    |

## Deelnemers

### Atletiek
| Olympiër               | Discipline             | Resultaat | Prestatie                                                                   |
| ---------------------- | ---------------------- | --------- | --------------------------------------------------------------------------- |
| Craig Hepburn          | verspringen (m)        | 13e       | kwalificatie groep A: 6e met 7,89m                                          |
| Norbert Elliott        | hink-stap-springen (m) | 33e       | kwalificatie groep B: 18e met 15,85m                                        |
| Wendell Lawrence       | hink-stap-springen (m) | 17e       | kwalificatie groep B: 11e met 16,70m                                        |
| Frank Rutherford       | hink-stap-springen (m) | Brons     | kwalificatie groep A: 1e met 17,28m finale: 3e met 17,36m                   |
| Troy Kemp              | hoogspringen (m)       | 7e        | kwalificatie groep B: 8e met 2,26m finale: 7e met 2,31m                     |
| Ian Thompson           | hoogspringen (m)       | 16e       | kwalificatie groep A: 8e met 2,23m                                          |
|                        |                        |           |                                                                             |
| Pauline Davis-Thompson | 100m (v)               | 10e       | serie 4: 2e in 11,48 kwartfinale 3: 3e in 11,31 halve finale 1: 5e in 11,34 |
| Pauline Davis-Thompson | 200m (v)               | 11e       | serie 3: 3e in 23,47 kwartfinale 1: 3e in 22,42 halve finale 1: 6e in 22,61 |
| Jackie Edwards         | verspringen (v)        | 20e       | kwalificatie groep B: 12e met 6,40m                                         |

### Tennis
| Olympiër                 | Discipline     | Resultaat | Prestatie                                                             |
| ------------------------ | -------------- | --------- | --------------------------------------------------------------------- |
| Roger Smith              | enkelspel (m)  | 17e       | 1e ronde: V van EUN Cherkasov: 1-6, 0-6, 6-3, 1-6                     |
| Mark Knowles Roger Smith | dubbelspel (m) | 17e       | 1e ronde: V van AUS Fitzgerald/Woodbridge: 2-6, 3-6, 7-6(4), 6-4, 3-6 |

### Zeilen
| Olympiër                       | Discipline | Resultaat | Prestatie                         |
| ------------------------------ | ---------- | --------- | --------------------------------- |
| Steven Kelly William Holowesko | star       | 17e       | 116 punten: (17-14-10-22-9-12-18) |

### Zwemmen
| Olympiër      | Discipline           | Resultaat | Prestatie              |
| ------------- | -------------------- | --------- | ---------------------- |
| Allan Murray  | 50m vrije slag (m)   | 21e       | serie 9: 6e in 23,35   |
| Allan Murray  | 100m vrije slag (m)  | 43e       | serie 5: 3e in 52,43   |
| Timothy Eneas | 100m rugslag (m)     | 48e       | serie 2: 7e in 1.03,10 |
| Timothy Eneas | 100m vlinderslag (m) | 59e       | serie 2: 4e in 1.00,11 |

Albanië · Algerije · Amerikaanse Maagdeneilanden · Amerikaans-Samoa · Andorra · Angola · Antigua en Barbuda · Argentinië · Aruba · Australië · Bahama's · Bahrein · Bangladesh · Barbados · België · Belize · Benin · Bermuda · Bhutan · Bolivia · Bosnië en Herzegovina · Botswana · Brazilië · Britse Maagdeneilanden · Bulgarije · Burkina Faso · Canada · Centraal-Afrikaanse Republiek · Chili · China · Chinees Taipei · Colombia · Congo-Brazzaville · Cookeilanden · Costa Rica · Cuba · Cyprus · Denemarken · Djibouti · Dominicaanse Republiek · Duitsland · Ecuador · Egypte · El Salvador · Equatoriaal-Guinea · Estland · Ethiopië · Fiji · Filipijnen · Finland · Frankrijk · Gabon · Gambia · Gezamenlijk team · Ghana · Grenada · Griekenland · Groot-Brittannië · Guam · Guatemala · Guinee · Guyana · Haïti · Honduras · Hongarije · Hongkong · Ierland · IJsland · India · Indonesië · Irak · Iran · Israël · Italië · Ivoorkust · Jamaica · Japan · Jemen · Jordanië · Kaaimaneilanden · Kameroen · Kenia · Koeweit · Kroatië · Laos · Lesotho · Letland · Libanon · Libië · Liechtenstein · Litouwen · Luxemburg · Madagaskar · Malawi · Malediven · Maleisië · Mali · Malta · Marokko · Mauritanië · Mauritius · Mexico · Monaco · Mongolië · Mozambique · Myanmar · Namibië · Nederland · Nederlandse Antillen · Nepal · Nicaragua · Nieuw-Zeeland · Niger · Nigeria · Noord-Korea · Noorwegen · Oeganda · Oman · Oostenrijk · Pakistan · Panama · Papoea-Nieuw-Guinea · Paraguay · Peru · Polen · Portugal · Puerto Rico · Qatar · Roemenië · Rwanda · Saint Vincent‑Grenadines · Salomonseilanden · Samoa · San Marino · Saoedi-Arabië · Senegal · Seychellen · Sierra Leone · Singapore · Slovenië · Soedan · Spanje · Sri Lanka · Suriname · Swaziland · Syrië · Tanzania · Thailand · Togo · Tonga · Trinidad en Tobago · Tsjaad · Tsjecho-Slowakije · Tunesië · Turkije · Uruguay · Vanuatu · Venezuela · Verenigde Arabische Emiraten · Verenigde Staten · Vietnam · Zaïre · Zambia · Zimbabwe · Zuid-Afrika · Zuid-Korea · Zweden · Zwitserland · Onafhankelijke olympische deelnemers